# Szécsi Magda
Szécsi Magda (Komádi, 1958. május 9.−) roma származású magyar keramikus, író, grafikus, festő, illusztrátor.

## Életútja, munkássága
Négyéves korától tizennyolc éves koráig állami gondozásban nevelkedett. Általános iskoláit Zircen, Balatonkenesén, Sopronban végezte. Más lehetőség híján egy évig a győri Dísznövénykertész Szakmunkásképzőbe járt, majd munka mellett Egészségügyi Szakközépiskolát végzett Budapesten. Az Egészségügyi Főiskolát a korabeli lengyel-magyar oktatási csereprogram keretében Varsóban végezte Török János támogatásával. Az egészségügyben két évet dolgozott, majd két évig Forancsics Lilla keramikus mellett fazekasságot tanult. Az 1980-as évek közepe felé kezdett rendszeresen rajzolni és írni. Tollrajzokat készített és meséi jelentek meg. Expresszív, stilizált látásmódja, teremtő fantáziája és erős kompozícióteremtő készsége emelte őt különösebb előtanulmányok nélkül a profi képzőművészek szintjére. Az 1990-es évek elejétől rendszeresen jelentek meg illusztrációi cigány lapokban és más folyóiratokban. Az 1990-es évek végétől már olajjal fest és számos könyvet illusztrál, s az irodalomban a mesék mellett versekkel, novellákkal, elbeszélésekkel, kisregényekkel jelentkezik.
1988 óta szabadfoglalkozású művész, tűzzománcait, grafikáit, festményeit egyéni és csoportos kiállításokon méretteti meg. Szerepelnek képei a Roma Parlament állandó kiállításán, valamint a Magyar Művelődési Intézet gyűjteményében. Szinte valamennyi rajzában, grafikájában arcokat, alakokat mutat be, a szomorúságot, az örömet, a vágyat, a félelmet, az erős jellemet, stb. mind meg tudja jeleníteni színekkel, mintákkal, szimbólumokkal (leggyakoribb a kígyó).
A Cigány festészet Magyarország 1969-2009, Cigány Ház - Romano Kher, 2009, ISBN 9789638540874 albumban megjelent grafikái és festményei:
- Harlekin (vegyes technika, papír, 20x29 cm, 1989)
- Elvágyódás (tempera, papír, 19x28 cm, 1990)
- Gyöngyhajú (vegyes technika, papír, 40x55 cm, 1990)
- Judith (tempera, papír, 27x41 cm, 1990)
- Kígyós Madonna (filc, papír, 39x47 cm, 1989)
- Amit szívedbe rejtesz (vegyes technika, papír, 19x30 cm, 1991)
- Az úton (vegyes technika, papír, 20x30 cm, 1990)
- Kígyólány (filc, papír, 20x29 cm, 1990)
- Vágy (vegyes technika, papír, 19x26 cm, 1990)
- Holdudvar (filc, papír, 25x35 cm, 1992)
- Félelem (filc, papír, 25x35 cm, 1992)
- Uralkodó (filc, papír, 25x35 cm, 1991)[2]

## Illusztrált kötetei (válogatás)
- Várnék még : versek / Tamási Orosz János ; [ill. Szécsi Magda] ; [közread. a] Szövegtár. Budapest, 1990.
- Éjszakai varázs : versek / Charles Baudelaire ; vál. és ill. Szécsi Magda ; szerk. D. Kovács Júlia. Budapest : Magister'93, 1997.
- Biblia Ószövetség Énekek éneke / ford. Károli Gáspár ; ill. Szécsi Magda. Budapest : Magister'93, 1999. 65 p.
- Uram! : válogatás / József Attila ; vál. és ill. Szécsi Magda. Budapest : Magister'93, 1999.
- Gordoni ceruzarajzok / Farkas Kálmán ; [ill. Szécsi Magda] ; kiad. az Oktatási és Továbbképzési Központ Alapítvány. Szolnok, 2000.
- Zöld az erdő : cigány népismereti olvasókönyv az általános iskolák alsó tagozata számára / Menyhért Ildikó ; [ill. Szécsi Magda] Piliscsaba : Konsept-H, 2002.

## Szépírói kötetei (válogatás)
- Az aranyhalas lószem tükre : cigánymesék / Szécsi Magda. Budapest] : Hungária Sport V., 1988. 142 p. ill.
- Az álmos pék : mese / Szécsi Magda ; ill. Szécsi Magda és Jakobi Anna. Budapest : Magister'93, 1999. 38 p.
- Csak vitt a szél : szerelmes meseregény / Szécsi Magda ; ill. Szécsi Magda. Budapest : Magister'93, 2000. 99 p.
- Töredéklét ; Olga ; Szívforduló ; Húsevők ; Árnyék nélkül / Szécsi Magda ; [szerk. Szoboszlai Margit]. Budapest : Ab Ovo, 2002. 145 p.
- Szívednek feszülve : versek / Szécsi Magda. Szolnok : Oktatási és Továbbképzési Alapítvány, 2002. 79 p.
- Időtépő : elbeszélések / Szécsi Magda. Budapest : Széphalom Könyvműhely, 2006. 214 p.
- Cigánymandala / Szécsi Magda. Budapest : Széphalom Könyvműhely, 2007. 370 p.

## Kiállításai (válogatás)

### Egyéni
- 1984 • Pataky István Művelődési Központ (Gyügyi Ödönnel)
- 1991 • Jótékonysági kiállítás az Élet és Irodalom megsegítéséért (Jakobi Annával, Sebestyén J. Andrással), Helyőrségi Klub, Tata
- 1997 • Galéria, Szeged
- 1998 • Tető Galéria, Lágymányos.
- 1989, 2000 • Kossuth Klub, Budapest
- 1992, 1993, 1994 • Pataky Művelődési Központ, Budapest
- 1997 • Gyöngy Galéria, Budapest
- 1998, 1999 • Fővárosi Művelődési Ház, Budapest
- 2003 • Tűzzománc munkái és tollrajzai, Millenáris, Budapest.

### Csoportos
- 1992 • Néprajzi Múzeum, Budapest
- 2000 • Roma Képzőművészek Országos Kiállítása, Pataky Művelődési Központ, Budapest
- 2012 • Beszélő paletták - Magyar Roma Képzőművészeti Kiállítás, Közigazgatási és Igazságügyi Minisztérium Társadalmi Felzárkózásért Felelős Államtitkársága folyosóján és irodáiban, Budapest[3]

## Díjak, elismerések
- Ferenczy Noémi-díj (2000)[4]